# Balanzac
Balanzac és un municipi francès situat al departament del Charente Marítim i a la regió de la Nova Aquitània. L'any 2007 tenia 464 habitants.

## Demografia

### Població
El 2007 la població de fet de Balanzac era de 464 persones. Hi havia 188 famílies de les quals 40 eren unipersonals (24 homes vivint sols i 16 dones vivint soles), 64 parelles sense fills, 64 parelles amb fills i 20 famílies monoparentals amb fills.
La població ha evolucionat segons el següent gràfic:
Habitants censats

### Habitatges
El 2007 hi havia 236 habitatges, 190 eren l'habitatge principal de la família, 26 eren segones residències i 20 estaven desocupats. Tots els 232 habitatges eren cases. Dels 190 habitatges principals, 138 estaven ocupats pels seus propietaris, 44 estaven llogats i ocupats pels llogaters i 8 estaven cedits a títol gratuït; 2 tenien una cambra, 9 en tenien dues, 19 en tenien tres, 61 en tenien quatre i 99 en tenien cinc o més. 166 habitatges disposaven pel capbaix d'una plaça de pàrquing. A 86 habitatges hi havia un automòbil i a 92 n'hi havia dos o més.

### Piràmide de població
La piràmide de població per edats i sexe el 2009 era:
| Homes | Edats   | Dones |
| ----- | ------- | ----- |
| 0     | 95 o +  | 4     |
| 0     | 90 a 94 | 4     |
| 0     | 85 a 89 | 0     |
| 0     | 80 a 84 | 0     |
| 8     | 75 a 79 | 8     |
| 20    | 70 a 74 | 12    |
| 4     | 65 a 69 | 28    |
| 12    | 60 a 64 | 4     |
| 16    | 55 a 59 | 8     |
| 8     | 50 a 54 | 12    |
| 16    | 45 a 49 | 20    |
| 8     | 40 a 44 | 8     |
| 8     | 35 a 39 | 0     |
| 12    | 30 a 34 | 12    |
| 24    | 25 a 29 | 12    |
| 4     | 20 a 24 | 8     |
| 8     | 15 a 19 | 4     |
| 16    | 10 a 14 | 8     |
| 16    | 5 a 9   | 4     |
| 16    | 0 a 4   | 4     |

## Economia
El 2007 la població en edat de treballar era de 280 persones, 195 eren actives i 85 eren inactives. De les 195 persones actives 176 estaven ocupades (99 homes i 77 dones) i 19 estaven aturades (7 homes i 12 dones). De les 85 persones inactives 27 estaven jubilades, 23 estaven estudiant i 35 estaven classificades com a «altres inactius».

### Ingressos
El 2009 a Balanzac hi havia 200 unitats fiscals que integraven 477,5 persones, la mediana anual d'ingressos fiscals per persona era de 16.028 €.

### Activitats econòmiques
Dels 20 establiments que hi havia el 2007, 10 eren d'empreses de construcció, 5 d'empreses de comerç i reparació d'automòbils, 1 d'una empresa d'hostatgeria i restauració, 2 d'empreses immobiliàries i 2 d'empreses de serveis.
Dels 12 establiments de servei als particulars que hi havia el 2009, 2 eren tallers de reparació d'automòbils i de material agrícola, 3 paletes, 1 guixaire pintor, 4 fusteries, 1 electricista i 1 agència immobiliària.
L'any 2000 a Balanzac hi havia 21 explotacions agrícoles que ocupaven un total de 1.648 hectàrees.

## Equipaments sanitaris i escolars
El 2009 hi havia una escola maternal integrada dins d'un grup escolar amb les comunes properes formant una escola dispersa.

## Poblacions més properes
El següent diagrama mostra les poblacions més properes.